# Пустошка (Бабаєвський район, Борисовське сільське поселення)
Пустошка — присілок в Бабаєвському районі Вологодської області Росії.
Входить до складу Борисовського сільського поселення (з 1 січня 2006 року по 13 квітня 2009 року входила в Новолукінське сільське поселення).
Відстань по автодорозі до районного центру Бабаєво — 80 км, до центру муніципального утворення села Борисово-Судське по прямій — 11 км. Найближчі населені пункти — с. Мале Борисово, с. Пожарища, с. Семеновська. Станом на 2002 рік постійного населення не проживало.